# Euplectes macroura
Euplectes macroura е вид птица от семейство Ploceidae.

## Разпространение
Видът е разпространен в Ангола, Бенин, Буркина Фасо, Бурунди, Габон, Гамбия, Гана, Гвинея, Гвинея-Бисау, Еритрея, Етиопия, Замбия, Зимбабве, Камерун, Демократична република Конго, Република Конго, Кот д'Ивоар, Кения, Либерия, Малави, Мозамбик, Нигер, Нигерия, Руанда, Сенегал, Сиера Леоне, Судан, Танзания, Того, Уганда, Централноафриканската република, Чад и Южен Судан.